# Tori Oliver
Pour les articles homonymes, voir Oliver.
Tori Oliver, née le 19 février 2003, est une nageuse sud-africaine.

## Carrière
Tori Oliver est médaillée d'or du relais 4 x 200 mètres nage libre aux Championnats d'Afrique de natation 2018 à Alger.